# أبو إسحاق الجوزجاني
أبو إسحاق إبراهيم بن يعقوب بن إسحاق السعدي الجُوْزَجَاني، (ويقال: الجُوزقاني) أحد علماء ورواة الحديث النبوي.

## طلبه لعلم
عاش الجوزجاني في زمن ازدهار علم الحديث وانتشار الرواية وكثرة الرواة، فتتلمذ على كبار الأئمة كأحمد بن حنبل، ويحيى بن معين، وعلي بن المديني، ومسدد بن مسرهد، وإسحاق بن راهويه، وإسحاق بن منصور الكوسج، والحسن بن موسى الأشيب، وسعيد بن منصور، وسليمان بن عبد الرحمن التميمي، ويزيد بن هارون، وزيد بن الحُباب العكلي، وأبي نُعيم الفضل بن دُكين، وعثمان بن عمر العبدي، وغيرهم كثير.

## تلامذته
حدث عنه: أبو داود السجستاني، وأبو عيسى الترمذي، وأبو عبدالرحمن النسائي، وأبو حاتم الرازي، وأبو زرعة الرازي، وإبراهيم بن عبد الرحمن بن دُحيم الدمشقي، وأبو زرعة الدمشقي، وأبو جعفر محمد بن جرير الطبري، وأبو بشر محمد بن أحمد الدولابي، وآخرون.

## مكانته العلمية
احتلَّ الإمام الجوزجاني مكانةً علميةً مرموقة، وحظي بثناء كثيرٍ من الأئمة عليه، قال أبو بكر أحمد بن محمد بن هارون الخلال: «إبراهيم بن يعقوب جليل جدًا، كان أحمد بن حنبل يكاتبه ويكرمه إكرامًا شديدًا، وقد حدثنا عنه الشيوخ المتقدمون وعنده عن أبي عبدالله جزءان مسائل». قال النسائي: «ثقة». وقال الدارقطني: «أقام بمكة مدة، وبالبصرة مدة، وبالرملة مدة، وكان من الحفاظ المصنفين والمخرجين الثقات». وقال السجزي: «وسألته يعني الحاكم عن الجوزجاني، فقال: ثقة مأمون، إلا أنه طويل اللسان، وكان يستخف بمسلم بن الحجاج فغمزه مسلم بلا حجة». وقال الحافظ ابن كثير: « خطيب دمشق وإمامها وعالمها وله المصنفات المشهورة المفيدة، منها المترجم فيه علوم غزيرة وفوائده كثيرة».

## مؤلفاته
- مسائل الإمام أحمد.
- أمارات النبوة.
- أحوال الرجال.
- التاريخ.
- كتاب "المترجم.

## وفاته
قال أبو سعيد بن يونس : قدم مصر سنة خمس وأربعين ومئتين.. وكانت وفاته بدمشق سنة 256 هـ. وقال أبو الدحداح أحمد بن محمد بن إسماعيل التميمي: مات يوم الجمعة مستهل ذي القعدة سنة 259 هـ.